# Erwin Lutz
Erwin Lutz (* 5. Januar 1908 in Bozen; † 22. November 1972 in Innsbruck) war ein österreichischer Gerechter unter den Völkern.
Der Polizist Lutz arbeitete 1944 als Küchenchef im Innsbrucker Gefängnis. Er beschloss zusammen mit dem Innsbrucker Kriminalpolizisten Rudi Moser, fünf polnische Jüdinnen vor der Deportation in ein Konzentrationslager zu retten. Er überzeugte seine Vorgesetzten, die Papiere der Mädchen verschwinden zu lassen und sie für den Dienst in seiner Küche einzusetzen. 
Als am 18. Jänner 1945 der Befehl eintraf, alle Insassen des Gefängnisses ins KZ Bergen-Belsen zu transportieren, wurde die Flucht der Mädchen aus dem Gefängnis geplant. Zwei der fünf Polinnen gelang die Flucht. 
Erwin Lutz bot ihnen als ersten Zufluchtsort seine Wohnung im Ahornhof 3 (Neupradl) an.